# Cirolana epimerias
Cirolana epimerias är en kräftdjursart som beskrevs av Richardson 1910. Cirolana epimerias ingår i släktet Cirolana och familjen Cirolanidae. Inga underarter finns listade i Catalogue of Life.